# William E. Brock
William E. Brock (Mocksville, 1872. március 14. – Chattanooga, 1950. augusztus 5.) az Amerikai Egyesült Államok szenátora (Tennessee, 1929–1931).